# سعودي ريبورترز
سعودي ريبورترز (بالإنجليزية: The Saudi Reporters) أو (المراسلون السعوديون) وهو برنامج ترفيهي ساخر كوميدي من تقديم الأخوان التوأمان «عبد الله وعبد العزيز بكر» ومن إنتاج شركة يوتيرن السعودية حقق البرنامج إنتشار ملحوظ على مستوى السعودية والوطن العربي، وكانت البداية الفعلية له في 28 يونيو 2011، وتتراوح مدة العرض لكل حلقة مابين 10 إلى 30 دقيقة، حققت القناة أكثر من 8.5 ملايين مشترك وأكثر من مليار مشاهدة حتى الآن.
وقد حصل الأخوان بكر في 15 مارس 2021 على جائزة (Nickelodeon Kids' Choice Awards) العالمية في حفل توزيع جوائز اختيار أطفال نيكلوديون.

## نبذة عن البرنامج
هو برنامج كوميدي يعرض منه حلقة كل أسبوع على يوتيوب يقدمه الأخوين عبد الله وعبد العزيز بكر بطريقة كوميدية وعفوية وتم تداول اسم البرنامج كثيرا بين الأطفال والمراهقين في السعودية والعديد من البلدان العربية، البرنامج كان يعرض منه حلقة واحده كل شهر دون ترتيب أو تنظيم وبعد شهرة البرنامج في أول حلقاته قرر الأخوان تقديمه بشكل متقن وإحترافي أكثر من السابق وكان هذا في بدايات 2015. وفي 27 مايو 2018 طُرِح مسلسلهم الخاص على يوتيوب بعنوان (بودي وزوزو) المكون من موسمين كل موسم 4 حلقات.
يشير معنى اسم البرنامج إلى «المراسلون السعوديون» ولقي هذا الاسم استحسان أغلب المتابعين للبرنامج ولكونه سهل التذكر، مما دفعهما لاعتمادة بشكل رسمي، ووصل في أوائل سنة 2016 إلى أن يحصد مشاهدات تصل إلى 12 مليون مشاهدة أسبوعيا، ويتولى الإشراف على القناة كلًا من عبد الله وعبد العزيز بالإضافة إلى إختهم «خلود» وهي مسؤولة الإدارة والإخراج في البرنامج ويقوم بالمونتاج كلًا من عبد الله وعبد العزيز.

## فكرة البرنامج
كان فكرة البرنامج اقتراح من قبل عبد الله، وقد أخذ البرنامج عدة محاور في بداية عرضه حيث تمحورة فكرته في البداية حول النقد الساخر الكوميدي ومن ثم انتقل إلى التحديات والتجارب ومن ثم السفر والسياحة ومن ثم التدوين المرئي.

## نبدة عن المقدمين
ولد التوأمين عبد الله وعبد العزيز بكر في مدينة جدة السعودية في 10 فبراير 1993 وهم أولاد الدكتور والمهندس خالد بن بكر المدير العام السابق في المؤسسة العامة للخطوط الجوية العربية السعودية بين عامي 1994 - 2006. يدرس عبد الله في مجال التسويق بينما يدرس عبد العزيز إدارة الأعمال بجانب عملهما على يوتيوب، وتقوم شقيقتهما خلود التي تكبرهما بمساعدتهما في إخراج وتصوير أعمالهما على اليوتيوب.

## التقدير والإنجازات
- ظهور الأخوان على غلاف مجلة "Destination Jeddah" الشهيرة سنة 2015.[14]
- حضر الأخوان عدد من المهرجانات منها (مهرجان يوتيوب في حديقة زعبيل في دبي سنة 2015 - مهرجان يوتيوب فان فيست في جدة 10 مارس 2017)[15]
- ظهور الأخوان في يوتيوب ريوايند العالمي سنة 2017[16]
- حصل الأخوان على جائزة النجم العربي المفضل في حفل توزيع جوائز اختيار أطفال نيكلوديون في 15 مارس 2021.[17][18][19]

## اقرأ أيضًا
- محمد مشيع الغامدي
- هيلا غزال
- شادي سرور